# إيريكا ريفيرا
إيريكا ريفيرا (بالإنجليزية: Erica Rivera)‏ هي ممثلة أمريكية، ولدت في 18 ديسمبر 1988 في الولايات المتحدة.

## وصلات خارجية
- إيريكا ريفيرا على موقع IMDb (الإنجليزية)
- إيريكا ريفيرا على موقع ألو سيني (الفرنسية)
- إيريكا ريفيرا على موقع ميوزك برينز (الإنجليزية)
- إيريكا ريفيرا على موقع ديسكوغز (الإنجليزية)
- إيريكا ريفيرا على موقع قاعدة بيانات الفيلم (الإنجليزية)
- إيريكا ريفيرا على موقع كينوبويسك (الروسية)